# Gran Premio de Fráncfort sub-23
El Gran Premio de Fráncfort sub-23 (oficialmente: Rund um den Finanzplatz Eschborn-Frankfurt (U23)) es una carrera ciclista de un día alemana que se disputa en la ciudad de Fráncfort del Meno y sus alrededores, como su propio nombre indica limitada a corredores sub-23 y "hermana menor" del Gran Premio de Fráncfort, de hecho se disputan el mismo día: el 1 del mes de mayo.
Creado en 1998 sus primeras ediciones fueron amateur hasta que, tras no disputarse durante 3 años, desde el 2008 forma parte del UCI Europe Tour, dentro de la categoría 1.2U (última categoría del profesionalismo limitada a corredores sub-23). Su nombre ha variado tomando el mismo nombre oficial que su homónima sin limitación de edad aunque con la indicación de la limitación de edad al final de dicho nombre.
Tiene entre 140 km y 170 km en su trazado, entre 30 y 60 km menos que su hómonima sin limitación de edad aunque con similares características.

## Palmarés
| Año                                                       | Ganador           | Segundo               | Tercero               |           |
| --------------------------------------------------------- | ----------------- | --------------------- | --------------------- | --------- |
| Rund um den Henninger-Turm (U23) ediciones amateur        |                   |                       |                       |           |
| 1998                                                      | Raphael Schweda   | Stefan Rütimann       | Marcel Strauss        |           |
| 1999                                                      | Stephan Schreck   | Jochen Summer         | Markus Wilfurth       |           |
| 2000                                                      | Torsten Hiekmann  | Dirk Reichl           | Thomas Bruun Eriksen  |           |
| 2001                                                      | David Kopp        | Dirk Reichl           | Christian Pfannberger |           |
| 2002                                                      | Bernhard Kohl     | Stefan Rucker         | Steffen Lockan        |           |
| 2003                                                      | Denis Titschenko  | Markus Fothen         | Brian Vandborg        |           |
| 2004                                                      | Marc de Maar      | Thomas Dekker         | Bas Giling            |           |
| 2005-2007 ediciones no realizadas ediciones profesionales |                   |                       |                       |           |
| 2008                                                      | Stefan Denifl     | Christoph Sokoll      | Mitja Schlüter        |           |
| Eschborn-Frankfurt City Loop (U23)                        |                   |                       |                       |           |
| 2009                                                      | Jack Bobridge     | Daniel Schorn         | Matthias Brändle      |           |
| Rund um den Finanzplatz Eschborn-Frankfurt (U23)          |                   |                       |                       |           |
| 2010                                                      | Tino Thömel       | Wesley Kreder         | Loïc Aubert           |           |
| 2011                                                      | Patrick Bercz     | Florian Scheit        | Maurits Lammertink    |           |
| 2012                                                      | Sven Erik Bystrøm | Michael Valgren       | Maurits Lammertink    |           |
| 2013                                                      | Lasse Norman Leth | Michael Valgren       | Maximilian Werda      |           |
| 2014                                                      | Mads Pedersen     | Nils Politt           | Sven Erik Bystrøm     |           |
| 2015 edición no realizada                                 |                   |                       |                       |           |
| 2016                                                      | Konrad Geßner     | Benjamin Declercq     | Christophe Noppe      |           |
| 2017                                                      | Fabio Jakobsen    | Casper Pedersen       | Patrick Müller        |           |
| 2018                                                      | Niklas Larsen     | Jonas Rutsch          | Marten Kooistra       |           |
| 2019                                                      | Frederik Madsen   | Kaden Groves          | Jake Stewart          |           |
| 2020                                                      | cancelada         | cancelada             | cancelada             | cancelada |
| 2021                                                      | cancelada         | cancelada             | cancelada             | cancelada |
| 2022                                                      | cancelada         | cancelada             | cancelada             | cancelada |
| 2023                                                      | Joshua Gudnitz    | Gustav Wang           | Aklilu Arefayne       |           |
| 2024                                                      | Wessel Mouris     | Peter Øxenberg Hansen | Alexander Arnt Hansen |           |

## Palmarés por países
| País         | Victorias |
| ------------ | --------- |
| Alemania     | 7         |
| Dinamarca    | 6         |
| Países Bajos | 3         |
| Austria      | 2         |
| Australia    | 1         |
| Noruega      | 1         |
| Rusia        | 1         |